# トライ (ラグビー)
トライ（英: try）とは、ラグビーユニオンならびにラグビーリーグにおける得点方法の一つである。トライは相手のゴール領域（インゴールエリア）内（ゴールライン上あるいは後方）にボールを接地（グラウンディング）させることで得点される。ラグビーユニオンとリーグでは「ボールのグラウンディング」と「インゴール」エリアの定義がわずかに異なる。
トライという用語は「トライ・アット・ゴール (try at goal)」に由来する。ラグビーが始まった当初はグラウンディングしただけでは得点にならず、ゴールキックに挑戦（トライ）する機会が与えられるだけであった。
トライはアメリカンフットボールおよびカナディアンフットボールにおけるタッチダウンと類似している。大きな違いは、トライではボールがインゴールエリアのグラウンドとプレーフィールドあるいはインゴールエリアにいる選手に同時に触れている必要がある点である（NFL規則によればアメリカンフットボールにおけるエキストラポイントの公式な名称はトライである）。ラグビーユニオンとリーグ双方の規則では、「タッチダウン」という用語は正式には守備側によって自陣のインゴールにボールをグラウンディングさせることのみを指す。

## 得点方法

### ユニオンとリーグ双方に共通する要素
2つのラグビーコード間では規則の詳細部分とそれらの解釈において違いがある。まずは共通要素を以下に挙げる。
- トライを決めるためにボールを保持している選手とボール自身はタッチあるいはタッチインゴールにいてはならない（デッドボールライン上あるいは超えた地点を含む）。タッチライン、タッチインゴールライン、デッドボールラインは「外」と見なされる。タッチあるいはタッチインゴール内と判定されるには選手あるいはボールがグラウンドと接触していなければならない。ライン上、プレーフィールド外、インゴールの上の空中にある体の一部は接触ではなく、ライン超えた空中に体の一部が出ている選手がボールのグラウンディングに成功することがよく見られる。(本規則 P.49図「トライによる得点 ‒ タッチインゴールにいるボールを持っていないプレーヤー」参照)
- ボールがグラウンディングされなければならないインゴールエリアは、ゴールラインを含むが、タッチインゴールおよびデッドボールラインを含まない。
- どちらのコードにおいてもボールのグラウンディングとは、ボールを抱えインゴール内で地面につけること、あるいはインゴール内で地上にボールがある時、そのボールを手、腕、あるいは前半身のうち首から腰の間を使って押さえることを意味する。
- 選手はボールをグラウンディングをするためにボールを抱えている必要はない。ボールがグラウンド上あるいはそのすぐ上方にある場合、手、腕、あるいは前半身のうち首から腰の間を使って押さえることができる。インゴールでボールを落とす行為は審判によってノックオンと解釈され、トライは認められない。トライが与えられるために、選手がボールをグラウンディングするつもりがあったかどうか、その際にボールがコントロールされていたかを考慮する。ボールのグラウンディングは一瞬でよく、選手がすぐにボールを放して前方にバウンドしても問題ない。
- ゴールラインに達する前に転んだ攻撃側の選手が、その勢いのまま進んでゴールラインを含むインゴールにボールが触れた場合はトライとなる。

### ラグビーユニオンに特有の変化
- グラウンディングには次の2通りの方法がある。
参照: 競技規則: Rugby Union (World Rugby, 2020)内の「2020年版ワールドラグビー競技規則をダウンロード」(日本語版)あるいは "Download the 2020 World Rugby Law Book" (英語版)の文章をクリック。本章では「本規則」とする。
  1. ボールが手あるいは腕で抱えられている場合、単にボールをインゴールのグラウンドに接するだけで十分であり、下方に押しつける必要はない。
  2. インゴール内で地上にボールがある時、そのボールを手、腕、あるいは前半身のうち首から腰の間を使って押さえる。(本規則 P.48の図「ボールのグラウディング」より)

  - トライが与えられるためには、攻撃側の選手は守備側の選手よりも前にボールを接地しなければならない。どちらが先にボールを接地したかについて疑問がある場合、攻撃側に5メートルスクラム与えられる。(インゴールラインより自陣側5 mの地点でのスクラム)
- インタッチあるいはタッチインゴールにいるが、ボールを持っていない選手は、インゴールでボールをグラウンディングさせることによってトライを決めることができる。(本規則 P.48 「トライ」2-eより)
- かつては、「ゴールポストおよびグラウンドレベルの詰め物はゴールラインの一部であり、したがってインゴールの一部であるため、ポストの足にボールをグラウンディングさせることによってトライを決めることができ」たが、2020年版本規則では削除され、この状態でのトライは認められなくなった[2]。
- 選手はスクラム内のボールがゴールラインに達するか超えたらすぐにボールをグラウンディングすることができる（スクラムを規定する規則はインゴールエリアには適応されないため、ボールがラインを超えるとすぐに選手はスクラムを離れてボールをグラウンディングできる）。
- 攻撃側の選手がゴールラインの手前でタックルされたが、「すぐに」手を延ばしてゴールライン上あるいはゴールラインを超えた地点にボールを接地した場合、トライが記録される（これはラグビーリーグとの明確な違いである。ラグビーリーグでは「ダブルムーブメント」の反則が取られる）。
- テレビジョンマッチオフィシャル（TMO (Television Match Official); ビデオ審判）がいる場合、 レフェリーはトライかどうかを判断する前に助言を求めることができるが、現行の手続きの下では、TMOはボールが適切にグラウンディングされたかどうか、ボールあるいはボールキャリアが得点の動作中にタッチあるいはタッチインゴールに出たかどうか、起こった可能性のある反則プレーについてのみ助言を行うことができる。

### ラグビーリーグに特有の変化

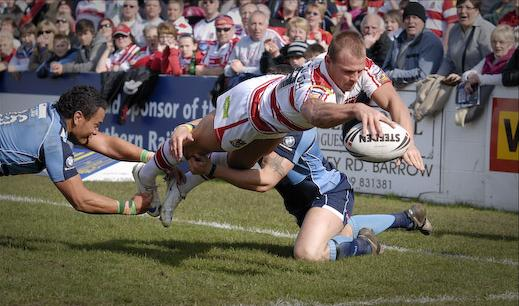
トライを決めるためにダイブするショーン・エインスコー（2009チャレンジカップ、ウィガン対バロー・レイダーズ戦）

- ラグビーリーグ競技規則は、手あるいは腕によるボールのグラウンディングにおいて「下方への圧力」をかける必要があると今でも言及している。
- ラグビーリーグ競技規則は、攻撃側の選手が守備側の選手と同時にボールをグラウンディングした場合、トライとなることを明記している。
- ボールを運ぶ腕がグラウンドに触れた後に、その推進力でボールをトライラインあるいはインゴールに届けることができなかった攻撃側の選手は、守備側の選手が接触している場合、トライを決めるために腕を延ばしてはならない。この行為は「ダブルムーブメント」と解釈され、反則である。
- タッチインゴール内にいてボールを運んでいない選手は、まだインプレーのルーズボールをグラウンドに押しつけることによってトライを決めることはできない。
- ゴールラインを超えたスクラム内ではトライを決めることはできないが、ボールがスクラムから出た時は選手はボールを拾い上げ、スクラムを突き抜けてトライを決めることができる。
- ラグビーリーグにおけるビデオ審判は、トライの妥当性を調べるためいより幅広い自由を与えられている。フィールド上のレフェリーが確信がなく、明確化が必要な場合、トライを与えるかどうかビデオ審判に問い合わせることができる。この問い合わせはプレーが「トライ」（前腕でT字を作る）か「ノートライ」（腕を交差させる）かについてのフィールド上のレフェリーの意見と共になされなければならない。ビデオ審判は次にこの意見を支持する証拠、もしくはこの意見に反する決定的な証拠を探さなければならない。ビデオ審判はこの意見を証明もしくは否定することはできず、元の意見が維持される。

## 点数
ラグビーユニオンではトライは5点、ラグビーリーグでは4点である。ラグビーリーグではトライの点数は低いものの、ゴールキックの点数の低さとポゼッションの保証のため、より多くの場合トライが主要な得点方法である。しかしながら、ラグビーユニオンではゴールの点数が大きいことと守備チームの技術によって、トップレベルの試合では点数を積み重ねるためにゴールにより依存している。
ラグビーユニオンでは、トライの点数は0点から5点へと長い期間をかけて変化してきた。ラグビーリーグでは、元々の点数は3点で､1983年に4点に上昇した。
ウェールズラグビー協会 (WRU)はプロ12の下部ディビジョンであるウェルシュ・プレミアシップ2015 - 16シーズンにおいて得点の価値を変更する試行を行っている。この試行ではトライは5点から6点に増える（コンバージョンは2点のまま）。加えて、ペナルティーゴールとドロップゴールは3点から2点へと減る。

## 認定トライ
ラグビーリーグとラグビーユニオンどちらのコードにおいても、守備チームの反則によってトライが妨げられたとレフェリーが考えた場合、攻撃チームに「認定トライ」（ペナルティートライ）を与えることができる。反則がどこで起こったかにかかわらず、ペナルティートライは常にポストの下で与えられる。ラグビーユニオンでは、トライが「おそらく」決まったであろうということがレフェリーによって適用される基準である。ラグビーリーグでは、「守備チームの不正がなければトライが決まっていただろう、というレフェリーの考えにおいて、認定トライを与えることができる」。
ラグビーリーグでは、守備チームがボールがグラウンディングされている時に反則行為を犯した場合、8ポイントトライが与えられる。まずトライが与えられ、次にトライが決まったインラインからコンバージョンの試行を行い、最後に、ポストの前からペナルティーキックが行われる。ラグビーユニオンでは、トライ後の反則は、（キックオフの代わりに）中間点で与えられるペナルティーとなる。

## コンバージョン

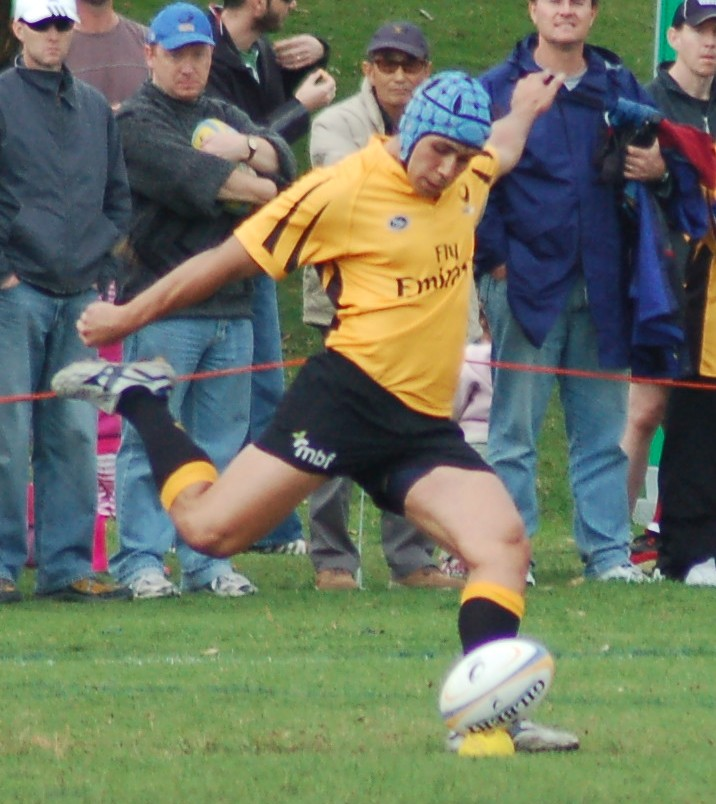
コンバージョンを蹴るスコット・ダルーダ（ウェスタン・フォース）

どちらのコードにおいても、トライが決まった時、得点したチームは「コンバージョン」を試みる。このゴールへのキックが決まると、トライの点数がより大きな点数へと変換（コンバート）されるため、コンバージョンと呼ばれる。キックは、ボールがグラウンディングされた地点に沿って、タッチラインと平行なプレーフィールド上のどの地点からでも行われる。成功した場合、点数が加算される。コンバージョンが成功となるためには、ボールはクロスバーの上、ポールの間を通過しなければならない。どちらのコードにおいても、コンバージョンはプレースキックとドロップキックのどちらで試みてもよい。とは言っても、ほとんどの選手は一般的により簡単であると考えられているプレースキックを選択する。しかし、7人制ラグビー（ユニオンのルールで行われることが多い）とラグビーリーグナインズでは、コンバージョンはドロップキックとしてのみ行われる。ラグビーリーグでは、試合の時計はコンバージョンの準備と実行の間も動き続ける。一部の大会ではレフェリーによってトライが与えられた時点から25秒のショットクロックが開始される。
より簡単にコンバージョンを行うために、攻撃側の選手はできるだけインゴールエリアの中央に近い位置にボールをグラウンディングしてトライを決めようとする。
ラグビーユニオンとラグビーリーグどちらでも、コンバージョンは2点である。したがって、ゴールへのキックによってトライの点数がラグビーユニオンでは5点から7点に、ラグビーリーグでは4点から6点にコンバートされる。
ラグビーユニオンでは2017年から時間短縮のため、認定トライの場合はコンバージョンは行わずトライが認められた時点で7点が与えられるようになった。ペナルティを犯した選手は注意を受けるか、または一時退出 (イエローカード, シンビン)or退場 (レッドカード)となる。(本規則 P.49 「ペナルティトライ」3.より)

## 過去から現在

インゴールエリアはゴールライン（トライライン）からデッドボールラインまでの長方形の領域である（画像はラグビーリーグ場のマーキングを示す）。

ラグビーフットボールの初期の形では、試合の点は「ゴール」によって決められた。トライ [・アット・ゴール] は相手のインゴールエリアへのボールのグラウンディングに対して与えられた。トライ自身の点数は0点であったが、相手チームの妨害を受けずにゴールへのキックに「挑戦（トライ）」できた。このキックが成功すると、「トライ」が「ゴール」へ「コンバート」される。
トライ自体に点数が与えられるようになった後もトライの価値の重視が進み、ユニオンでは1972年にはトライのみの得点が4点（ゴールキック成功で6点）、1992年にはトライのみの得点が5点（ゴールキック成功で7点）となった。

## その他
ジャパンラグビートップリーグ (TL)では勝ち点などで並んだ場合、トライ数によって順位を決める場合がある他、大会 (TLおよびラグビーワールドカップ, シックス・ネイションズ, プレミアシップ, プロ14等)によっては1試合で4トライ以上獲得した場合ボーナス勝ち点が与えられる（勝利の場合ボーナスと合わせて勝ち点5となる）。トーナメントでは試合終了時に同点の場合、トライ数の多いほうが勝利となる。スーパーラグビーや仏Top14のように、相手チームより3トライ差以上でボーナスポイントが与えられる大会もある。